# Rico Hill
Pour les articles homonymes, voir Hill.
Ricardo Le Shaun « Rico » Hill, né le 14 février 1977 à Oceanside en Californie, est un joueur américain de basket-ball. Il évolue au poste d'ailier fort.

## Clubs successifs
- 1995-1998 :  Illinois State University (NCAA)
- 1998-1999 :  Fuenlabrada (Liga ACB)
- 1999-2000 :  Quad City Thunder (CBA)
- 2000-2001 :  Estudiantes Madrid (Liga ACB)
- 2001-2002 :  Dakota Wizards (CBA) puis  Fargo-Moorhead Beez (CBA)
- 2002-2003 :  Le Mans (Pro A)
- 2003-2004 :  Pallacanestro Messine (LegA) puis  Charleston Lowgators (NBA Development League)
- 2004-2005 :  Dijon (Pro A)
- 2005-2006 :  San Miguel Beermen (Philippine Basketball Association)
- 2006-2007 :  Rockford Lightning (CBA) puis  Benfica (championnat du Portugal) puis  Sabadell (LEB)
- 2007- :  AD Vagos (championnat du Portugal)

## Distinctions personnelles
- MVP étranger du championnat de France 2002-2003